# Ellie Rowsell
Ellen Ciara "Ellie" Rowsell (sinh ngày 19 tháng 7 năm 1992) là một ca sĩ kiêm sáng tác nhạc và nhạc sĩ người Anh từ Bắc Luân Đôn. Cô là giọng ca chính kiêm guitar của ban nhạc indie rock Wolf Alice.

## Đĩa nhạc
- My Love Is Cool (2015)
- Visions of a Life (2017)